# Selimiye-Moschee

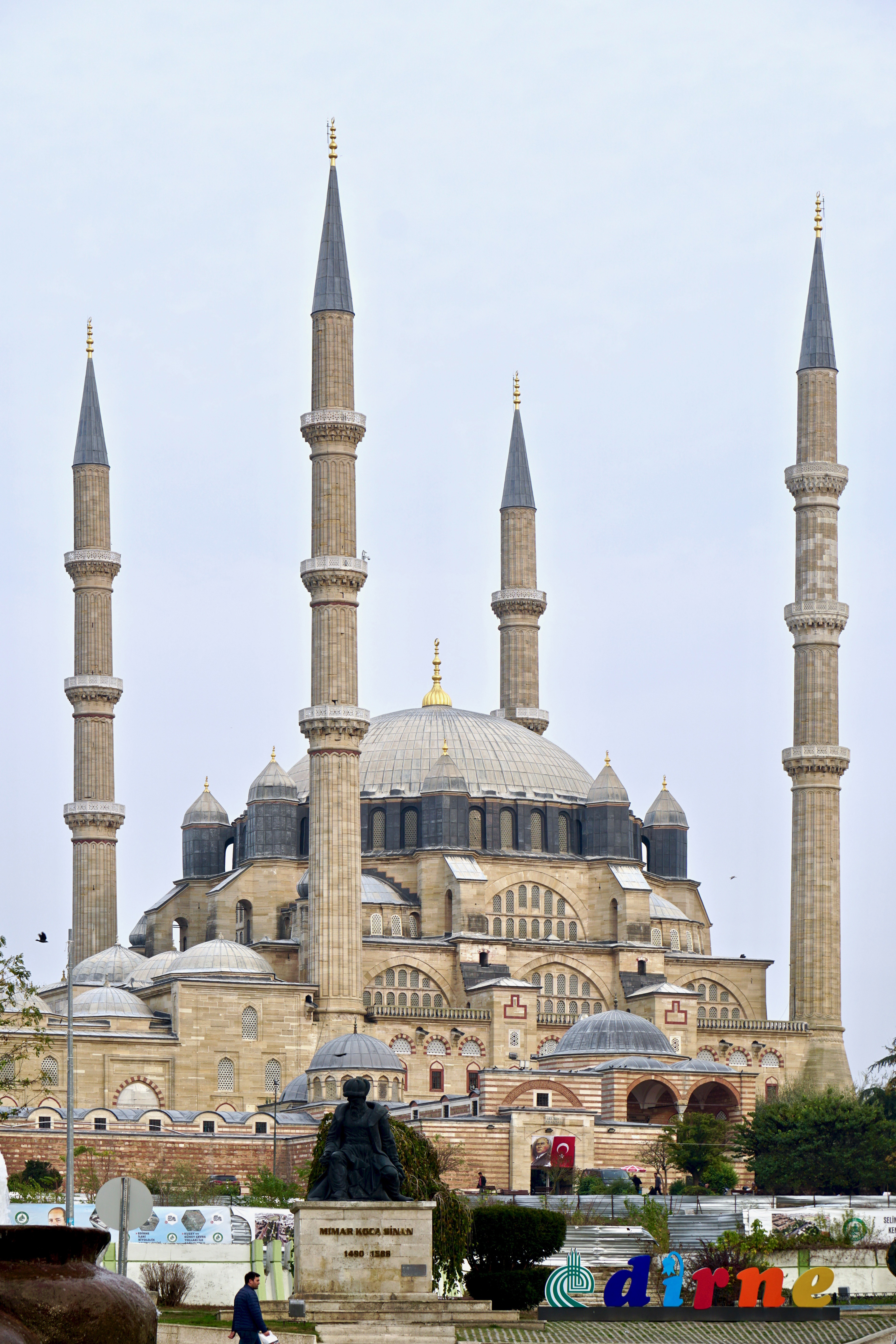
Selimiye-Moschee in Edirne

Grundriss des Moscheenkomplexes

Die Selimiye-Moschee (türkisch Edirne Selimiye Camii) ist eine Moschee in der türkischen Stadt Edirne. Das Bauwerk gilt als Höhepunkt der osmanischen Architektur.

## Geschichte
Nachdem Sultan Selim II. den Thron bestiegen hatte, hielt er sich in den Anfangsjahren seiner Regentschaft viel in der alten Hauptstadt Adrianopel (heute Edirne) auf. Die alte Moschee empfand er als wenig repräsentabel und befahl dem Hofarchitekten Sinan 1568, die kleine Moschee mit zusätzlichen Fenstern heller zu gestalten. In dieser Zeit begannen wohl auch die Planungen für eine neue Moschee, wie Honorarzahlungen des Schatzamtes beweisen. Der osmanische Schriftsteller Evliya Çelebi schrieb im 17. Jahrhundert, man erzähle sich, Selim sei im Traum der Prophet Mohammed erschienen und habe ihm gesagt, er solle eine Moschee in Adrianopel errichten und habe ihm auch den genauen Ort genannt. Dies könnte ein Hinweis darauf sein, warum die Moschee in Edirne und nicht in Konstantinopel gebaut wurde. Wahrscheinlich ist allerdings, dass Selim II. die Moschee in Adrianopel bauen ließ, weil er die Stadt liebte und sich gerne dort aufhielt. Es wird aber auch gemutmaßt, Selim habe in der osmanischen Hauptstadt keinen repräsentativen Ort für eine so große Moschee gefunden. Selim entschied sich für einen Bau nahe dem alten Sultanspalast. Der Kern des alten Palastes blieb erhalten und beherbergte die Schlafgemächer der Novizen. Sinan baute 1570/71 eine Bäckerei und ein Bad an.
Die Bauarbeiten begannen am 12. April 1569. Briefe zwischen Sinan und dem Hof lassen wichtige Quellen für das Baumaterial erkennen. Die Steine stammten vor allem aus Anatolien, von der Marmara-Insel, aber auch aus Griechenland und Bulgarien. Wasser schaffte man aus einem nahen Dorf über Kanäle heran. Der Genueser Diplomat Battisto Ferraro berichtete am 15. Oktober 1569, dass man in Alexandria große Säulen auf Schiffe geladen habe, die für die neue Moschee in Edirne bestimmt seien.
Im Juli 1572 fragte Sinan nach der Errichtung der kuppeltragenden Bögen beim Sultan an, ob er die Moschee einfach oder aufwendig dekorieren solle. Der Sultan bat um ein üppiges Dekor und wies den Architekten an, um die Gebetsnische (Mihrāb) Verse der Sure al-Fātiha auf Fayencen zu schreiben. Im Februar 1573 kamen fünf griechische Maler von der Insel Chios in Edirne an, die die Moschee im Inneren bemalen sollten. Im August 1573 wurde die zentrale Kuppel fertiggestellt. Im Dezember 1574 starb Sultan Selim II. und sein Sohn Murad III. vollendete den Bau im Jahr 1575.
Im Jahr 1584 schlug ein Blitz in ein Minarett ein, das auf die Moschee stürzte. Sinan eilte extra aus Konstantinopel nach Edirne, um die Schäden zu begutachten und beauftragte den Architekten Hüseyin Çavuş mit der Reparatur. In dieser Zeit entstand auch ein großer Obst- und Gemüsemarkt vor den Toren der Moschee (1937 abgerissen). Außerdem baute man in dieser Zeit die beiden Madrasen hinter der Moschee. Im Westen entstand ein lang gezogener überdachter Markt.
Bei der Besetzung Edirnes durch russische Streitkräfte im Jahre 1878 wurde ein Teil der Fliesen geraubt und nach Russland verbracht.
Der Gebäudekomplex wurde 2011 in die Liste des UNESCO-Welterbes in der Türkei aufgenommen.

## Architektur
Die vier 71 m hohen Minarette haben jeweils drei Umgänge und sind kanneliert. Die Zentralkuppel, die auf acht gewaltigen Stützsäulen ruht, misst 31,28 m im Durchmesser; ihre vom Boden gemessene Höhe ist mit 43,28 m angegeben. Sie ist damit nicht ganz so hoch, aber eben so groß wie die Kuppel der Hagia Sophia. Außen begleiten die Kuppel acht hexagonale Türmchen mit Strebepfeilern. Im Tambour sitzen schmale Fenster. Im oktogonalen Unterbau sitzen in den Ecken jeweils Halbkuppeln, dazwischen Schildwände mit Halbbögen. Die äußeren Seiten der Moschee sind so dreigeteilt. Dem unteren Bereich ist eine steinerne Balustrade aufgesetzt. Dieser Bereich der Fassade ist durch Risalite dreigeteilt und wird im Erdgeschoss von einer Säulenhalle mit drei Bögen beherrscht. Darüber sitz eine Reihe schmaler Fenster mit Kielbögen, darüber eine Reihe halbrunder Fensteröffnungen mit Gittern. Der helle Sandstein der Moschee wurde durch Rot aufgelockert.
Der Moschee vorgelagert ist ein großer Portikus mit fünf Kuppeln. Diese werden von zwei niedrigen Rundbögen außen getragen, sowie drei höheren inneren Rundbögen, die durch niedrige Kielbögen getrennt sind. Die Trompen unter der zentralen Kuppel sind kaum hervorgehoben und mit Muqarnas-Elementen verziert. Eine u-förmige Galerie umläuft den zentralen Raum unter der Kuppel. Die Mihrāb liegt in einer Nische der Moschee und ähnelt damit den Altarräumen in christlichen Kirchen. Im Zentrum des Gebetssaales liegt direkt hinter der Kuppel eine aufwendig gestaltete Tribüne für den Muezzin. Je drei Kielbögen auf jeder Seite tragen die Tribüne. Aufwendige Malereien zieren die hölzernen Seiten mit Palmetten, Saz-Blättern und chinesischen Bändern. Viele Wände der Moscheen sind mit typischen osmanischen Keramikfliesen aus Iznik verziert. Die marmorne Kanzel ist schmal gehalten und mit steinernen Gittern verziert.
In der südöstlichen Ecke der Qiblawand sitzt eine Empore für die Sultansfamilie. die Wände sind mit Malereien und Keramiken verziert, die Fenster in Buntglas ausgeführt. Die innere Ausgestaltung der Moschee variiert stark von der anderer Moscheen. Diese erfolgte 1572 nach der verheerenden Niederlage in der Seeschlacht von Lepanto. Die Dekore betonen wesentliche Unterschiede zwischen Islam und Christentum. Sie betonen die Einheit Gottes und die Stellung Mohammeds als seines Gesandten, der aber trotz seiner herausgehobenen Stellung ein Mensch ist. Auch das Jüngste Gericht spielt eine Rolle. Im zentralen Feld über dem Haupteingang wird in acht Kartuschen in arabischer Schrift der Sultan als Stifter der Moschee genannt, Gott gepriesen und Baubeginn- und Fertigstellungsdatum genannt. Die reichen Kalligraphien wurden im 19. und 20. Jahrhundert überarbeitet.
Mit der Selimiye-Moschee vollendete Sinan sein innovatives Raumkonzept. Der oktogonale Aufbau ermöglichte ihm einen zentralsymmetrischen Raum, der zu absoluter Ruhe und Richtungslosigkeit in der Architektur führte. Das Äußere der Moschee ist wie bei den Stufen einer Pyramide ansteigend angeordnet. Der helle und luftige Innenraum ist als solcher von außen nicht erkennbar. Die Kräfte der acht Innenpfeiler werden außen von einem entsprechenden Strebesystem abgefangen.

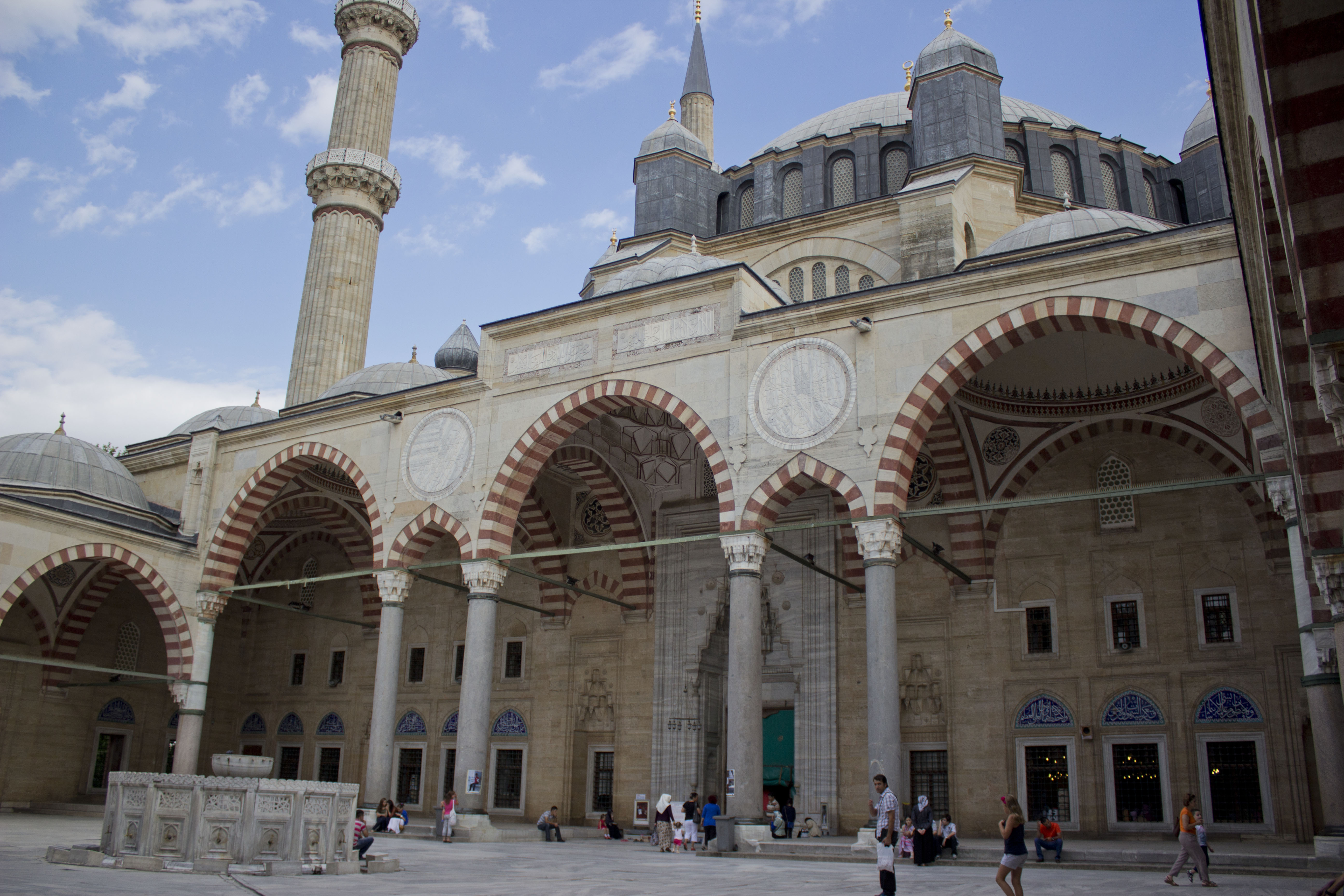
Portikus vor dem nördlichen Haupteingang zur Moschee
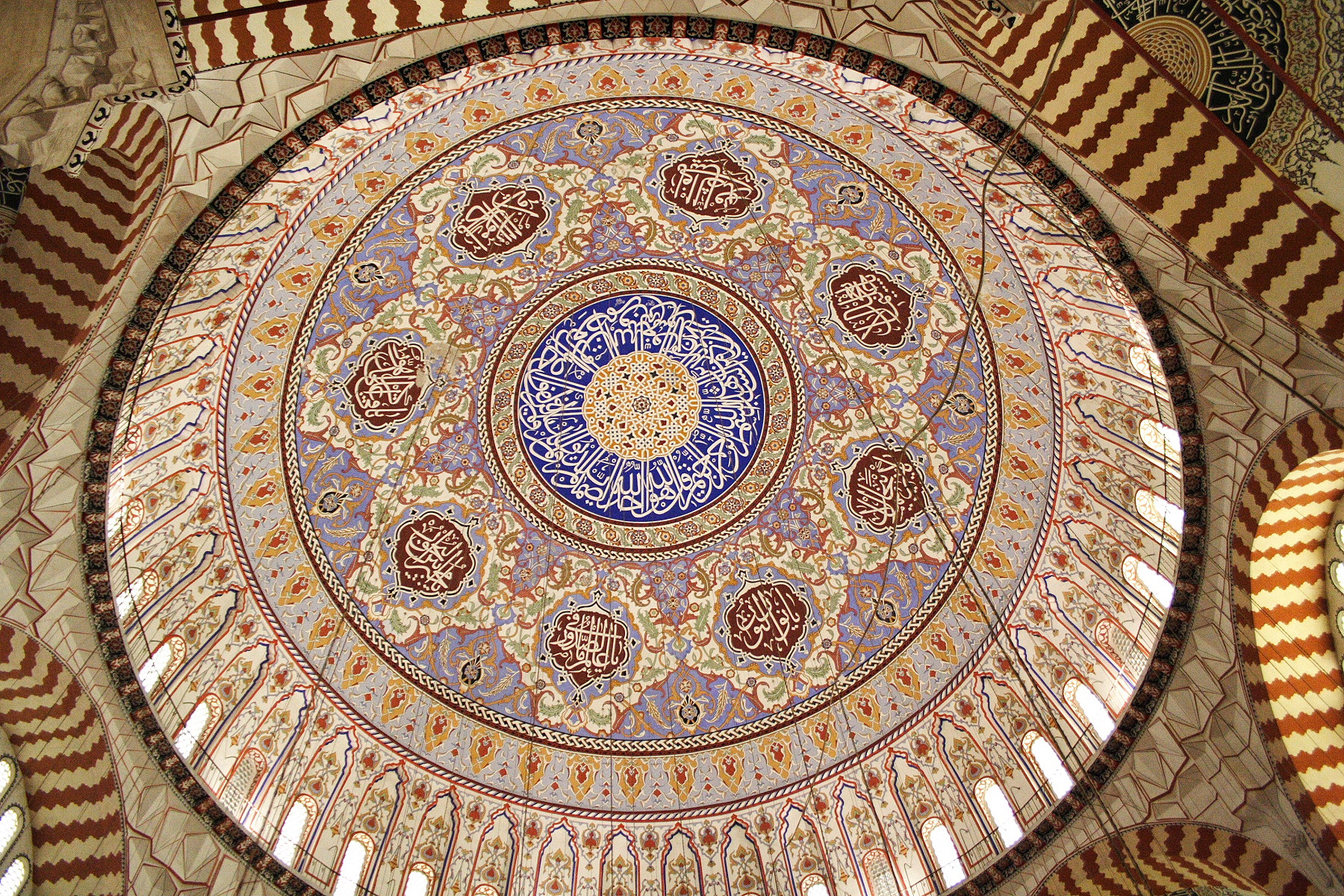
Innenansicht der Hauptkuppel
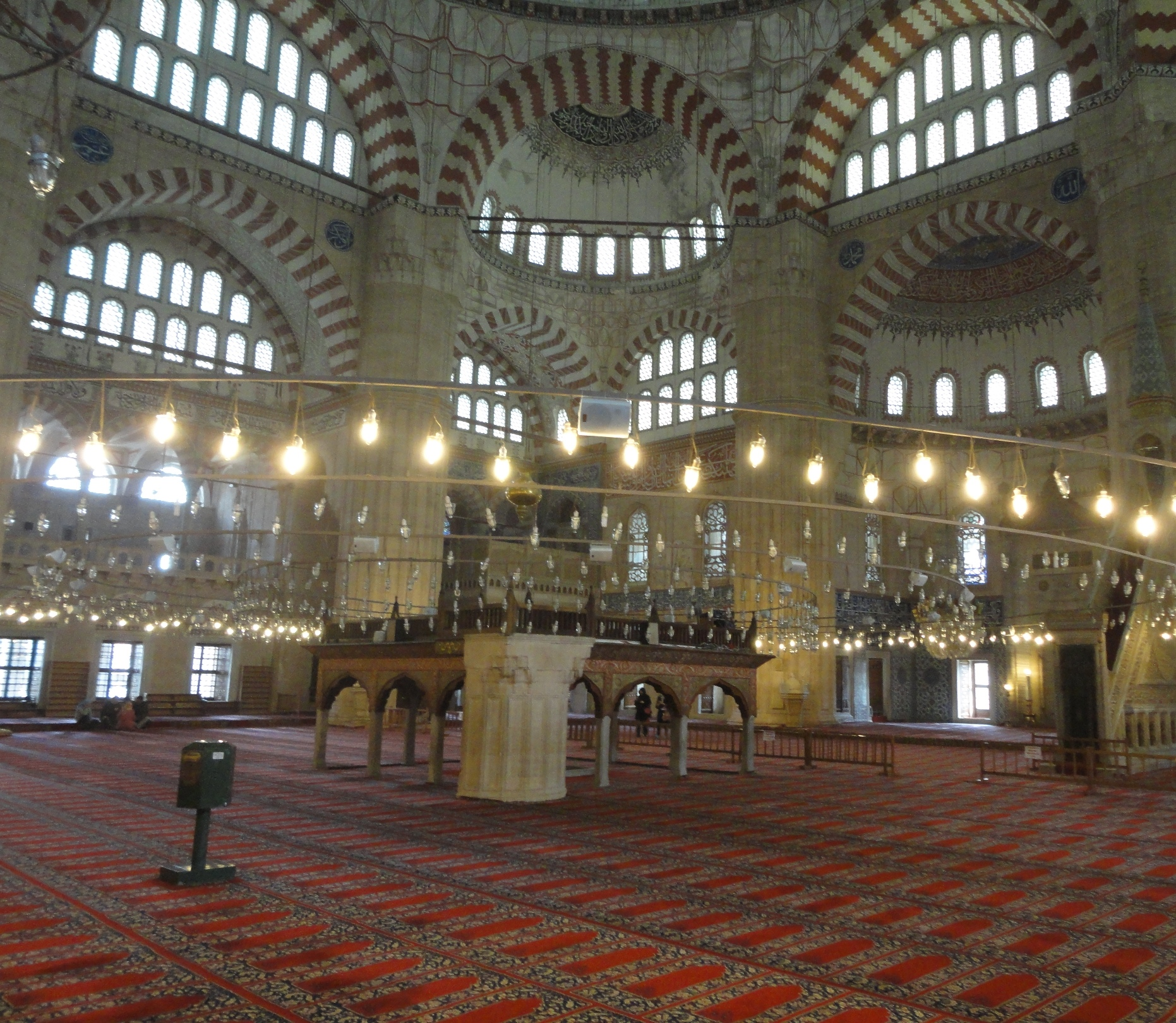
Zentraler Gebetssaal mit Tribüne für den Imam